# 沈澄紀念獎學金
沈澄紀念獎學金（Hong Kong Bar Association–Charles Ching Memorial Scholarship）是香港大律師公會為紀念香港的著名法官、資深大律師沈澄而設立的獎學金基金。獎學金旨在鼓勵更多法律從業員參加大律師執業資格試，成為大律師。
獎學金於2001年成立，並於2002年開始頒發。申請者必須持有法律學位，或是法律學院應屆畢業生。

## 歷屆得獎者
- 2002年：黃紀怡
- 2003年：唐思佩
- 2005年：梁希賢
- 2006年：陳志剛、雷天恩
- 2007年：盧君政、梁允信
- 2010年：鄭欣琪、陳建同、羅蔚山
- 2011年：凌依楠、周子敏、俞匡庭
- 2012年：林玉萍、王洛媛、譚俊宜、何宇浩、伍中彥
- 2013年：郝曉田、陸栩然、周廷勵、何卓衡、梁穎茹
- 2014年：容鳴新、林作、甄智貽、黃以仁
- 2015年：梁啟航
- 2016年：彭禧雯、鄭愷晴、譚智楊、吳家彰、劉苑芝、許琪莉、盧俊宇

## 外部連結
- 香港大律師公會沈澄紀念獎學金 （页面存档备份，存于）